# مقاطعة غرين (ألاباما)
مقاطعة غرين (بالإنجليزية: Greene County, Alabama)‏ هي إحدى مقاطعات ولاية ألاباما في الولايات المتحدة. تأسست سنة 1819، بلغ عدد سكانها 9045 نسمة في عام 2010 حسب إحصاء مكتب تعداد الولايات المتحدة وتصل الكثافة السكانية فيها 5.4 نسمة/كم2.

## أعلام
- ماري أندرسون
- ويليام إف. برانتلي
- تشارلز هايز

## وصلات خارجية
- greenecountyalabama.com